# Battlestar Galactica
Pour les articles homonymes, voir Battlestar Galactica (homonymie) et BSG.
Battlestar Galactica (BSG) est une franchise de films et séries télévisées de science-fiction, dont le premier opus date de 1978. Plusieurs adaptations sous forme de livres, de nouvelles, de bandes dessinées ou de jeux vidéo sont également basées sur cette franchise. L'origine de la série remonte aux années 1960 avec le projet de Glen A. Larson appelé « Adam's Ark » (L'arche d'Adam), ce devait être une saga spatiale inspirée de la Bible, de l'Exode de Moïse et du peuple juif à la recherche de la terre promise.

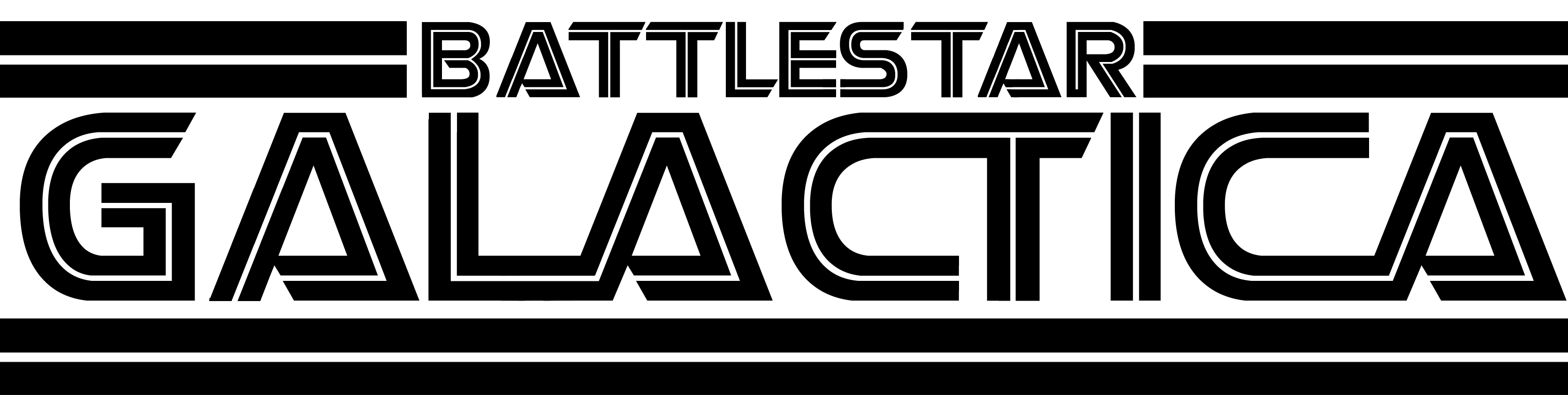
Logo de Battlestar Galactica.

Toutes les productions Battlestar Galactica partagent la même prémisse : dans une partie éloignée de l'univers, une civilisation d'humains vit sur des planètes appelées les Douze Colonies. Dans le passé, les Colonies ont été en guerre contre une race cybernétique, les Cylons. Grâce à un humain appelé Baltar, les Cylons lancent une attaque-éclair sur les Colonies, laissant les planètes et leur population dévastées. Quelques milliers de survivants fuient dans l'espace à bord du premier vaisseau spatial disponible. De toute cette flotte coloniale, le battlestar Galactica semble être le seul vaisseau militaire ayant survécu à l'attaque. Sous le commandement d'un célèbre chef militaire, le commandant Adama, le vaisseau et son équipage prennent en charge le convoyage de la flotte de survivants vers un refuge mythique, la Terre.

## Les séries originales

### Galactica
Glen A. Larson, le producteur exécutif de Galactica, indique dans plusieurs interviews qu'il donna naissance au concept original de Galactica à la fin des années 1960, qu'il nomma tout d'abord Adam's Ark. Cependant, il ne put faire passer le projet de la phase de développement à la phase de pré-production avant plusieurs années.
Galactica fut finalement produite grâce au succès du premier épisode de la saga Star Wars de 1977. En fait, la Twentieth Century Fox poursuivit Universal Studios (le studio à l'origine de Galactica) pour infraction au copyright, déclarant que trente-quatre idées distinctes avaient été volées à La Guerre des étoiles. Universal contre-attaqua, déclarant à son tour que La Guerre des étoiles s'était inspirée du film de 1972 Silent Running (notamment les robots « drones ») et de la série des années 1940, Buck Rogers. Le procès fut finalement abandonné en 1980.
Au départ, Larson imagina Galactica comme une série faite de longs épisodes (un pilote de trois heures et deux épisodes de deux heures) pour la chaîne de télévision ABC. Une version courte du pilote de trois heures, Saga of a Star World, fut diffusée au Canada (avant que la série n'y soit diffusée) et aux États-Unis (après que la série y fut diffusée), et à la place des deux épisodes additionnels, une série hebdomadaire suivit.
En 1979 au sixième Annual People's Choice Awards, la série gagna le prix du Best New TV Drama Series.
Dans les huit mois qui suivirent la diffusion du pilote, dix-sept épisodes originaux de la série furent diffusés (cinq d'entre eux en deux parties), totalisant 24 heures de diffusion. Accusant une baisse d'audience et des coûts de plus en plus importants, ABC décida l'annulation de Galactica en avril, son dernier épisode The Hand of God fut diffusé le 29 avril 1979.

### Galactica 1980
À l'automne 1979, des décideurs d'ABC rencontrèrent le créateur de Galactica, Glen A. Larson en vue de relancer la série. Un concept acceptable devait être nécessaire pour attirer les spectateurs, et il fut décidé que l'arrivée de la Flotte Coloniale sur une Terre contemporaine devrait être la ligne directrice. Un nouveau téléfilm intitulé Galactica 1980 entra en phase de production. À nouveau, il fut décidé que cette nouvelle version de Galactica deviendrait une série télévisée hebdomadaire. Malgré le succès de la première, la série ne réussit pas à atteindre la popularité de l'originale et elle fut annulée après seulement dix épisodes.
Dans cette suite, la flotte trouve la Terre et la protège des Cylons. Cette série fut un échec rapide à cause de son petit budget (par exemple, on recycla du matériel du film Tremblement de terre de 1974 lors d'une scène d'attaque cylon), d'un scénario largement connu et d'une case horaire peu conventionnelle. La série devait également correspondre aux restrictions de contenu, comme la limitation des actes de violence, et devait inclure du contenu éducatif dans le script et les dialogues. Pour réduire les coûts, la série prit place essentiellement sur la Terre contemporaine, à la grande déception des fans.

## Tentatives de rééditions
La série originale a maintenu un vivier de fans important qui a soutenu les efforts de Glen A. Larson, Richard Hatch et Bryan Singer (chacun de leur côté) pour ranimer la franchise. Hatch a été jusqu'à produire une vidéo de démonstration en 1998-1999 qui incluait plusieurs acteurs de la série originale ainsi que des effets spéciaux dernier cri. Cette vidéo, intitulée Battlestar Galactica: The Second Coming, fut projetée à des conventions de science-fiction, mais n'a pas mené à une nouvelle série. L'acteur John Colicos y fit sa dernière apparition dans le rôle de Baltar. Il est décédé en 2000.
En 1999, le producteur de Wing Commander, Todd Moyer, et le producteur de la série originale, Glen A. Larson, révélèrent des plans pour produire un film basé sur la série télévisée.
En 2000, le réalisateur et un producteur exécutif du film X-men, Bryan Singer et Tom DeSanto, commencèrent à développer une télésuite Galactica avec Studios USA pour la Fox. Censée être diffusé comme pilote déguisé en mai 2002, le tournage fut programmé pour novembre 2001. Cependant, les retards de productions causés par les attentats du 11 septembre 2001 poussèrent Singer à abandonner, à cause de son engagement à réaliser X-Men 2. La Fox perdit alors l'intérêt qu'elle portait au projet.

## La réinvention de Ronald D. Moore

### Histoire
Plusieurs tentatives ont eu lieu pour tourner une nouvelle version de Galactica ou lui trouver une suite. Tom DeSanto, Bryan Singer et l'acteur de la série originale, Richard Hatch, s'y sont essayés en utilisant la distribution originale ou l'histoire, ainsi que les personnages originaux. Aucun de ces projets n'a abouti.
Ronald D. Moore, producteur exécutif et scénariste de la nouvelle série, écrivait en février 2003 :

« Il y a là un géant endormi, son nom est connu de tous, sa voix rappelle quelqu'un. Pendant un bref moment, il a fait bouger la Terre, racontant de grandes histoires de choses qui n'ont jamais eu lieu, puis a trébuché sur son renom et s'est endormi dans un sommeil profond. »

### La réinvention
La série télévisée Battlestar Galactica se distingue de la série originale de plusieurs manières.
En termes de style et d'histoire, elle rejette les styles conventionnels de science-fiction télévisée lancés par Star Trek (à partir duquel Galactica est conçue) en faveur de ce que le producteur exécutif Ronald D. Moore appelle la « science-fiction naturaliste ». La nouvelle série met l'accent sur les drames des personnages dans un environnement de survie extrême et fait de nombreux emprunts à la science-fiction militaire, renonçant par là-même au mélange allègre d'action et d'aventure qui caractérisait la série originale.
Pour répondre aux changements de mentalités, les personnages clé de Starbuck et de Boomer ont été redistribués pour devenir des rôles féminins. Les Cylons sont une création de l'être humain. Reflétant les développements de la science (bio-informatique, génétique, biologie de synthèse), la série met en scène une nouvelle race de modèles cylons humanoïdes jusqu'au niveau cellulaire.
Moore a abordé la réinvention avec un parti-pris réaliste, représentant ses héros comme l'exemple des « imperfections » de l'humanité ; il s'est inspiré assez librement des attentats du 11 septembre 2001 et de leurs conséquences. Dans la série réinventée, beaucoup de personnages luttent avec leurs défauts propres ; par exemple, William Adama et son fils ont une relation profondément abîmée, tandis que le colonel Tigh est alcoolique. Leurs ennemis sont capables de vivre parmi eux et commettent des attentats-suicides, permettant aux scénaristes d'explorer les problèmes moraux et éthiques mis en évidence par la guerre contre le terrorisme. Cette série a montré des poseurs de bombes suicidaires tant cylons qu'humains, la torture de prisonniers et une lutte motivée par de grandes différences religieuses. Pour ajouter au réalisme, la direction créative a redessiné le Galactica en lui prêtant l'apparence rétro d'un sous-marin, réintégrant la fonction d'un transporteur aérien, utilisant des munitions et des missiles au lieu d'armes à énergie, comme les lasers.
La première production ayant lieu dans l'univers réinventé fut la mini-série diffusée sur Sci Fi Channel aux États-Unis le 8 décembre 2003. À celle-ci une suite fut réalisée, sous forme de série télévisée dont la diffusion a débuté le 18 octobre 2004 au Royaume-Uni et en Irlande. Une spin-off préquelle appelée Caprica fut annoncée, de même qu'un film DVD.
Dans d'autres média, la série a engendré un jeu vidéo pour Xbox et PlayStation 2, créé par Warthog Games et une série de bandes dessinées a vu le jour en 2006, créées pour Dynamite Entertainment. Un second jeu vidéo a été annoncé pour Xbox Live Arcade et Microsoft Windows, censé sortir à l'automne 2007.

### Comparaisons avecGalactica
Parmi les changements les plus visibles depuis la série aînée, il y a l'intervention de modèles cylons humanoïdes et les différences dans la distribution en termes d'ethnicité et de genre. La nouvelle série bénéficie d'effets spéciaux améliorés, grâce à des images de synthèse qui n'étaient pas une technique accessible lors de la création de la série originale. D'autres changements à l'apparence de l'émission incluent une culture humaine dans les Douze Colonies ressemblant à la culture américaine du XXe siècle, avec des noms et des costumes souvent indistinguables d'autres émissions télévisées. Cette tendance est également visible via la technique utilisée par les humains de l'émission ; en contraste avec les armes avancées et l'apparence futuriste de la série originale, la technique est délibérément rétro, expliquée dans la télésuite comme un besoin de se protéger contre l'informatique largement supérieure des Cylons, en utilisant des lignes câblées et protégées. Le ton a également changé pour passer d'un fantastique héroïque avec des teintes de géopolitique lors de la Guerre froide vers une narration de survie plus naturaliste avec de nombreuses allusions, tantôt subtiles, tantôt évidentes, à l'histoire moderne des États-Unis et aux événements actuels vécus par ce pays.